# Gottlob Schuberth
Gottlob Schuberth (* 11. August 1788 in Karsdorf; † 18. Februar 1846 in Hamburg) war ein deutscher Oboist, Klarinettist und Musikpädagoge.

## Leben und Werk
Gottlob Schuberth erhielt seine musikalische Ausbildung in Jena. Er lebte seit 1804 als Oboen- und Klarinettenvirtuose und Lehrer in Magdeburg. 1833 siedelte er nach Hamburg über. Er gab einige Klavierstücke heraus.
Gottlob Schuberth ist der Vater des Musikverlegers Julius Ferdinand Schuberth (1804–1875) und des Violoncellisten Karl Schuberth (1811–1863).